# Fuller Acres
Fuller Acres es un lugar designado por el censo ubicado en el condado de Kern en el estado estadounidense de California. En el año 2010 tenía una población de 991 habitantes.

## Geografía
Fuller Acres se encuentra ubicado en las coordenadas 38°31′57″N 121°27′21″O / 38.53250, -121.45583.